# Resseliella piceae
Resseliella piceae är en tvåvingeart som beskrevs av Seitner 1906. Resseliella piceae ingår i släktet Resseliella och familjen gallmyggor. Inga underarter finns listade i Catalogue of Life.